# 10 de enero
El 10 de enero es el 10.º (décimo) día del año en el calendario gregoriano. Quedan 355 días para finalizar el año y 356 en los años bisiestos.

## Acontecimientos
- 49 a. C.: Julio César cruza el río Rubicón, marcando el inicio de la segunda guerra civil de la República romana.
- 9 d. C.: la dinastía Han Occidental termina cuando Wang Mang se proclama como el Mandato del Cielo, poniendo fin a la dinastía y dando comienzo de la suya, la dinastía Xin.
- 69 d. C.: Lucio Calpurnio Pisón Liciniano es nombrado por Galba su heredero como emperador romano.
- 1072: en Sicilia, el normando Roberto Guiscardo conquista Palermo.
- 1429: en Borgoña se crea la Orden del Toisón de Oro, con motivo de la boda de Felipe el Bueno de Borgoña.
- 1475: Esteban III de Moldavia derrota al Imperio otomano en la batalla de Vaslui.
- 1503: en Sevilla (España), se crea de la Casa de Contratación de Indias, destinada a depósito de mercancías importadas y exportadas de América, por decretos reales de 10 de enero y 14 de febrero.
- 1514: en España se publica la Biblia Complutense, la primera edición multilingüe.
- 1544: llega a Panamá el virrey Blasco Núñez de Vela, enviado por Carlos I para cortar los abusos que cometían algunos conquistadores.
- 1601: la Corte de Felipe III se traslada de Madrid a Valladolid, con arreglo a una orden oficial del día anterior.
- 1645: en la Torre de Londres (Inglaterra), es decapitado el arzobispo William Laud después de haber sido acusado de traición en 1640 por el Parlamento largo.
- 1776: durante la Revolución Americana, Thomas Paine publica Common sense.
- 1806: en Ciudad del Cabo (actual Sudáfrica), los neerlandeses se rinden a los británicos tras ser vencidos en la Batalla de Blaauwberg.
- 1810: en Francia es anulado el matrimonio entre Napoleón y Josefina.
- 1840: en Londres comienza el sistema de correos Penny Post.
- 1847: la ciudad de Los Ángeles es ocupada por segunda y definitiva vez por las fuerzas estadounidenses comandadas por Robert F. Stockton y Stephen Kearny durante la Intervención estadounidense en México, quedando así anexada a Estados Unidos.
- 1857: en Francia, el escritor Julio Verne contrae matrimonio con Honorine de Viane Morel.
- 1860: en la ciudad venezolana de San Carlos (hoy capital del estado Cojedes) en el marco de la Guerra Federal es asesinado Ezequiel Zamora, el principal líder de los liberales en Venezuela.
- 1861: en la guerra civil estadounidense, Florida se separa de la Unión.
- 1863: en Reino Unido entra en funcionamiento el Metro de Londres.
- 1870: en los Estados Unidos, John D. Rockefeller funda la Standard Oil.
- 1877: se establece en España el servicio militar obligatorio (cuatro años de servicio activo y cuatro en la reserva).
- 1880: en la montaña de Cucaracha (Panamá) estalla la primera carga de dinamita que habrá de derrumbar las cordilleras del istmo para dar paso a las aguas por el interoceánico Canal de Panamá.
- 1888: en Colombia vuelve a ser editado el periódico El Espectador luego de que fuera clausurado por el gobierno de Rafael Núñez.
- 1889: en África, Francia ocupa Costa de Marfil.
- 1901: en Beaumont (Texas) se descubre petróleo.
- 1912: en la ciudad de San Miguel de Tucumán (en el noroeste de Argentina) se funda el Club Atlético Santa Lucía.
- 1916: en el marco de la Primera Guerra Mundial, Rusia derrota al Imperio otomano en la ofensiva de Erzurum.
- 1920: la Sociedad de Naciones (precursora de la Organización de las Naciones Unidas) se reúne por primera vez y ratifica el Tratado de Versalles. Termina la Primera Guerra Mundial.
- 1922: en Irlanda, Arthur Griffith es elegido presidente del Estado Libre Irlandés.
- 1923: Lituania ataca y se anexa la ciudad de Klaipėda (Memel en alemán).
- 1927: se estrena la película Metropolis, de Fritz Lang.
- 1928: son expulsados de la Unión Soviética León Trotski y 30 miembros más de la oposición izquierdista. Trotski se exilia a Alma-Atá.
- 1929: primera aparición de Tintín, el famoso personaje de Hergé.
- 1929: en México es asesinado misteriosamente el estudiante cubano Julio Antonio Mella, uno de los líderes comunistas de su país.
- 1941: en Berlín, la Unión Soviética y Alemania firman un pacto que delimita las nuevas fronteras entre los dos países.
- 1941: en la prefectura Kastoriá (Grecia) ―en el marco de la Segunda Guerra Mundial―, el ejército griego captura Kleisoura (aldea donde tres años después los nazis ejecutarán a 270 habitantes).
- 1941: en los Estados Unidos, el Congreso introduce el sistema Lend-Lease.
- 1942: Japón invade Indonesia.
- 1945: en Londres, el rey Jorge VI inaugura solemnemente los trabajos preparatorios de la Organización de las Naciones Unidas.
- 1946: en Londres se inaugura la Asamblea General de las Naciones Unidas. Están representadas cincuenta y una naciones.
- 1946: Mao Tsé-Dung y Chiang Kai-shek declaran el alto al fuego en China tras la mediación del presidente estadounidense Harry S. Truman.
- 1949: RCA introduce los discos de 45 RPM.
- 1958: en Venezuela, Pedro Estrada, director de la Dirección de Seguridad Nacional, es destituido del cargo por el general Marcos Pérez Jiménez, acelerando la caída de ese régimen.
- 1960: entre los cerros de Cochuna y El Calao de la provincia de Tucumán (Argentina), fuerzas del ejército rodean un campamento del MPL (Movimiento Peronista de Liberación) y detiene a tres uturuncos.
- 1962: en los Estados Unidos, la NASA anuncia sus planes de construir un cohete Saturn V para su Programa Apolo.
- 1962: en Pinar del Río (Cuba), la banda terrorista de Machete (Francisco Robaina Domínguez) ―en el marco de los ataques terroristas organizados por la CIA estadounidense― ataca una casa y hiere a un campesino.
- 1966: se firma la Declaración de Tashkent, un acuerdo de paz entre India y Pakistán que da fin a la guerra indo-pakistaní de 1965.
- 1968: el módulo de aterrizaje lunar estadounidense Surveyor 7 aterriza en la Luna.
- 1969: lanzamiento de la sonda espacial soviética Venera 6 a Venus, llegando a transmitir durante 51 minutos desde su atmósfera.
- 1972: en Bangladés, Mujibur Rahman (después de pasar nueve meses en una prisión de Pakistán) es nombrado primer jefe de Gobierno del nuevo estado independiente.
- 1973: en la pequeña localidad de San Justo, en el norte de la provincia de Santa Fe (Argentina) ocurre el Tornado de San Justo, el F5 más fuerte fuera del territorio de Estados Unidos. Deja 63 muertos y varios cientos de heridos.
- 1973: el cineasta español Luis Buñuel, galardonado en Hollywood con el Oscar al mejor filme extranjero por El discreto encanto de la burguesía.
- 1974: en el mismo pozo, a 343, 342 y 0 metros de profundidad, en el área U10as del Sitio de pruebas atómicas de Nevada (a unos 100 km al noroeste de la ciudad de Las Vegas), a las 7:38 (hora local), Estados Unidos detona simultáneamente sus bombas atómicas Pinedrops-Sloat-1, Pinedrops-Bayou-2 y Pinedrops-Tawny-3 (las tres de menos de 5 kilotones). Son las bombas n.º 812 a 814 de las 1132 que Estados Unidos detonó entre 1945 y 1992.
- 1978: en Managua (Nicaragua) la dictadura somocista asesina al periodista Pedro Joaquín Chamorro Cardenal, director y propietario del diario opositor nicaragüense La Prensa.
- 1980: en México un incendio, en la Ciudad de México, destruye el histórico Árbol de la Noche Triste, bajo el que Hernán Cortés lloró su derrota en 1520.
- 1981: en El Salvador comienza la guerra civil con la ofensiva lanzada por la guerrilla del FMLN (Frente Farabundo Martí para la Liberación Nacional). En las montañas del norte del departamento de Morazán, cerca de la localidad de Perquín inicia sus transmisiones la radio clandestina Venceremos.
- 1983: astrónomos británicos descubren un nuevo púlsar con una capacidad energética mayor que la del Sol.
- 1984: Estados Unidos y la Santa Sede reanudan sus relaciones diplomáticas luego de 117 años.
- 1985: en Nicaragua, Daniel Ortega toma posesión de la presidencia.
- 1986: en Basauri (Vizcaya), el empresario Juan Pedro Guzmán, secuestrado por ETA doce días antes, es rescatado por el GEO (Grupo Especial de Operaciones).
- 1989: en México, La Quina (Joaquín Hernández Galicia), quien fuera dirigente del Sindicato de Trabajadores Petroleros, es detenido por presuntas acusaciones de lavado de dinero y malversación de fondos del sindicato.
- 1989: en Angola, las tropas cubanas empiezan a retirarse.
- 1990: en los Estados Unidos se fusionan las empresas Time Inc. y Warner Communications, generando la empresa Time Warner.
- 1994: en México, el ejército moviliza a 15 000 soldados en la ofensiva contra los rebeldes zapatistas, al tiempo que dimite el ministro del Interior, Patrocinio González Garrido.
- 1995: el rey de España, Juan Carlos I y el expresidente estadounidense, Jimmy Carter obtienen el Premio de la Paz de la UNESCO.
- 1997: en Nicaragua, Arnoldo Alemán toma posesión de la presidencia.
- 2001: en los Estados Unidos sale a la luz pública Nupedia (precedente de Wikipedia).
- 2001: en Beachy Head (cerca de la ciudad de Eastbourne, sur de Inglaterra) se cae todo un acantilado de tiza en el mar.
- 2002: en Nicaragua, Enrique Bolaños toma posesión de la presidencia.
- 2006: en Ucrania, el parlamento destituye al gobierno por represalia por el acuerdo de gas firmado con Rusia.
- 2007: en Venezuela, el nuevo gabinete ejecutivo jura sus cargos.
- 2007: en Nicaragua, Daniel Ortega toma posesión de la presidencia por segunda vez.
- 2007: en Argentina se lanza el satélite educativo Pehuensat-1.
- 2008: en Colombia, en la Operación Emmanuel las FARC liberan a Clara Rojas y Consuelo González de Perdomo.
- 2010: se realiza el referéndum autonómico de Guayana Francesa de 2010, siendo derrotada la propuesta autonómica.
- 2012: en Nicaragua, Daniel Ortega toma posesión de la presidencia por tercera vez.
- 2013: en Venezuela, el presidente Hugo Chávez ―que fue reelecto el 7 de octubre de 2012― no puede tomar cargo de su segundo mandato por complicaciones de salud.
- 2013: más de 100 personas mueren y 270 resultan heridas en una serie de atentados en Pakistán.
- 2016: en Barcelona se inviste a Carles Puigdemont como 130.º presidente de la Generalidad de Cataluña.
- 2022: en la Provincia de Corrientes, comienzan los primeros focos de los incendios forestales que van a quemar más del 10% de la provincia y a matar decenas de animales, entre ellos, especies en extinción.
- 2025: en Caracas, Venezuela, Nicolás Maduro se juramenta como presidente de Venezuela tras las elecciones presidenciales del 28 de julio de 2024.

## Nacimientos
- 1209: Möngke Khan, cuarto Gran Khan del Imperio Mongol. Nieto de Gengis Khan (f. 1259)
- 1392: Johanna van Polanen, noble neerlandesa (f. 1445).
- 1480: Margarita de Austria, princesa viuda de Asturias y de Gerona, duquesa consorte de Saboya y gobernadora de los Países Bajos (f. 1530).
- 1538: Luis de Nasáu, general neerlandés (f. 1574).
- 1573: Simon Marius, astrónomo alemán (f. 1624).
- 1607: Isaac Jogues, misionero jesuita francés (f. 1646).
- 1628: George Villiers, aristócrata y político británico (f. 1687).
- 1644: Louis François de Boufflers, general francés (f. 1711).
- 1715: Christian August Crusius, filósofo y teólogo alemán (f. 1775).
- 1729: Lazzaro Spallanzani, biólogo italiano (f. 1799).
- 1738: Ethan Allen, militar estadounidense (f. 1789).
- 1747: Abraham Louis Breguet, físico, relojero y empresario suizo (f. 1823).
- 1748: Antonio Carnicero, pintor español (f. 1814).
- 1769: Michel Ney, mariscal francés (f. 1815).
- 1797: Annette von Droste-Hülshoff, escritora y poetisa alemana (f. 1848).
- 1810: Jeremiah S. Black, jurista y político estadounidense, 23.º secretario de Estado (f. 1883).
- 1813: August Fendler, botánico alemán (f. 1885).
- 1815: John Alexander Macdonald, político canadiense, 1.º primer ministro (f. 1891).
- 1834: Lord Acton, historiador británico (f. 1902).
- 1836: Charles Ingalls (f. 1902), padre de la novelista estadounidense Laura Ingalls.
- 1854: Concepción de Estevarena, poeta española (f. 1876).
- 1854: Ramón Corral, político mexicano (f. 1912).
- 1858: Heinrich Zille, dibujante y fotógrafo alemán (f. 1929).
- 1859: Francisco Ferrer Guardia, pedagogo anarquista español (f. 1909).
- 1869: Giuseppe De Liguoro, cineasta italiano.
- 1880: Manuel Azaña, político, escritor y periodista español (f. 1940).
- 1880: Grock, payaso y artista circense suizo (f. 1959).
- 1883: Alekséi Tolstói (Camarada Conde), escritor ruso de ciencia ficción (f. 1945).
- 1889: Nazaria Ignacia March, monja española y santa (f. 1943).
- 1893: Vicente Huidobro, poeta chileno (f. 1948).
- 1897: Gonzalo N. Santos, militar mexicano, gobernador de San Luis Potosí entre 1943 y 1949 (f. 1978).
- 1898: Katherine Blodgett, física e ingeniera química estadounidense (f. 1979).
- 1899: Lya De Putti, actriz húngara (f. 1931).
- 1902: Gonzalo Barrios, abogado y político venezolano (f. 1993).
- 1902: Jorge Saelzer, político chileno (f. 1984).
- 1903: Barbara Hepworth, escultora británica (f. 1975).
- 1904: Ray Bolger, actor, cantante y bailarín estadounidense (f. 1987).
- 1908: Paul Henreid, actor austrohúngaro (f. 1992).
- 1908: Bernard Lee, actor británico (f. 1981).
- 1911: Carlos Bernadotte, aristócrata sueco (f. 2003).
- 1911: Vasili Záitsev, as de la aviación soviético, dos veces Héroe de la Unión Soviética (f. 1961)
- 1912: María Mandel, militar alemana, líder nazi en el campo de concentración de Auschwitz (f. 1948).
- 1912: Della H. Raney, enfermera afroestadounidense (f. 1987).
- 1913: José Manuel Blecua, filólogo español (f. 2003).
- 1913: Gustáv Husák, presidente checoslovaco (f. 1991).
- 1913: Mehmet Shehu, político albanés (f. 1981).
- 1915: Dean Dixon, director de orquesta y músico estadounidense (f. 1976).
- 1916: Sune Karl Bergström, científico sueco (f. 2004).
- 1916: Dante Emiliozzi, piloto de automovilismo argentino (f. 1989).
- 1917: Hilde Krahl, actriz austríaca (f. 1999).
- 1917: Jerry Wexler, productor de música estadounidense (f. 2008).
- 1918: Arthur Chung, político guyanés, presidente de Guyana entre 1970 y 1980 (f. 2008).
- 1920: Roberto Levingston, militar argentino, presidente de Argentina entre 1970 y 1971 (f. 2015).
- 1921: Rodger Ward, piloto estadounidense de Fórmula 1 (f. 2004).
- 1922: Juan Antonio Villacañas, poeta español (f. 2001).
- 1924: Eduardo Chillida, escultor español (f. 2002).
- 1925: Raúl Astor, actor, productor, director y locutor argentino (f. 1995).
- 1925: Max Roach, compositor y baterista afroestadounidense de jazz (f. 2007).
- 1926: Jesús Loroño, ciclista español (f. 1998).
- 1926: Miguel Ángel Valdivieso, actor de doblaje español (f. 1988).
- 1927: Otto Stich, político suizo (f. 2012).
- 1928: Manuel Alcántara, escritor español (f. 2019).
- 1928: Carlos Büsser, militar y delincuente argentino (f. 2012).
- 1928: Gonzalo Sobejano, profesor y poeta español (f. 2019).
- 1930: Roy E. Disney, ejecutivo de The Walt Disney Company (f. 2009)
- 1930: Paco Urondo, escritor, político y revolucionario argentino (f. 1976).
- 1931: Peter Barnes, escritor británico (f. 2004).
- 1931: Gonzalo Payo Subiza, político, geógrafo, topógrafo y matemático español (f. 2002).
- 1932: Louis Rwagasore, líder nacionalista y primer ministro de Burundi (f. 1961).
- 1934: Leonid Kravchuk, político ucraniano, presidente de Ucrania entre 1991 y 1995 (f. 2022).
- 1935: Werner Andreas Albert, director de orquesta alemán (f. 2019)
- 1935: Sherrill Milnes, barítono estadounidense.
- 1936: Stephen Ambrose, historiador estadounidense (f. 2002).
- 1936: Robert Woodrow Wilson, astrónomo y físico estadounidense, premio nobel de física en 1978.
- 1938: Donald Knuth, matemático estadounidense.
- 1938: Willie McCovey, beisbolista estadounidense (f. 2018).
- 1939: Scott McKenzie, cantante estadounidense (f. 2012).
- 1939: Sal Mineo, actor estadounidense (f. 1976).
- 1939: Edmundo Pérez Yoma, político chileno.
- 1940: Javier Ruán, primer actor y guionista mexicano (f. 2021).
- 1940: Yesudas, músico indio.
- 1942: Walter Hill, cineasta estadounidense.
- 1943: Jim Croce, cantante y compositor estadounidense (f. 1973).
- 1944: Frank Sinatra Jr., cantante estadounidense (f. 2016).
- 1944: Osvaldo Martínez Martínez, economista cubano.
- 1945: Rod Stewart, cantante y músico escocés.
- 1945: Gunther von Hagens, escultor y científico alemán.
- 1946: Aynsley Dunbar, músico británico.
- 1946: Iván Cruz, cantante peruano (f. 2023).
- 1947: Afeni Shakur, activista estadounidense (f. 2016).
- 1948: Teresa Graves, cantante y actriz estadounidense (f. 2002).
- 1948: Mischa Maisky, violonchelista israelí de origen letón.
- 1948: Bernard Thévenet, ciclista francés.
- 1949: George Foreman, boxeador estadounidense (f. 2025).
- 1950: Roy Blunt, político estadounidense.
- 1950: Raúl Zurita, poeta chileno.
- 1951: Ronni Moffitt, activista estadounidense (f. 1976).
- 1952: Daniel Solsona, futbolista español.
- 1953: Pat Benatar, cantante estadounidense.
- 1953: Dennis Cooper, escritor estadounidense.
- 1953: Blanca Guerra, actriz mexicana de cine, teatro y televisión.
- 1953: Bobby Rahal, piloto y dueño de equipo de automovilismo estadounidense.
- 1955: Michael Schenker, guitarrista alemán, de la banda Scorpions.
- 1955: Yasmina Khadra, escritor argelino.
- 1956: Antonio Muñoz Molina, escritor español.
- 1958: Eddie Cheever, piloto de automovilismo estadounidense.
- 1960: Gurinder Chadha, cineasta británica de origen indio.
- 1960: Brian Cowen, jefe de Gobierno irlandés.
- 1961: Evan Handler, actor estadounidense.
- 1964: Joseph Aoun, militar y político libanés, Presidente del Líbano desde 2025.
- 1965: Butch Hartman, animador estadounidense.
- 1967: Johan Laats, yudoca belga.
- 1969: Andreas Reinke, futbolista alemán.
- 1971: Ana Bárbara, cantante grupera mexicana.
- 1971: Theuns Jordaan, cantautor sudafricano (f. 2021).
- 1972: Brian Lawler, luchador profesional estadounidense.
- 1973: Ryan Drummond, actor de voz estadounidense.
- 1973: Lorena Álvarez, actriz mexicana.
- 1973: Iker Jiménez, periodista español.
- 1973: Glenn Robinson, baloncestista estadounidense.
- 1973: Félix Trinidad, boxeador puertorriqueño.
- 1974: Hrithik Roshan, actor indio.
- 1974: Aleida Alavez Ruiz, política mexicana.
- 1974: Beata Sokołowska, piragüista polaca.
- 1975: Raúl Fernández de Pablo, actor español.
- 1975: Luis Felipe Lomelí, escritor mexicano
- 1976: David Muñoz, cantante español, de la banda Estopa.
- 1976: Marlon Pérez, ciclista colombiano (f. 2024).
- 1976: Borja Sémper, político español.
- 1977: Joris van Hout, futbolista belga.
- 1977: Rafael Clavero, futbolista español.
- 1977: Clark Haggans, jugador de fútbol americano estadounidense (f. 2023).
- 1978: Brent Smith, cantante estadounidense, de la banda Shinedown.
- 1978: Daniele Bracciali, tenista italiano.
- 1978: Vanessa de la Torre, periodista colombiana.
- 1978: Tamina Snuka, luchadora profesional estadounidense.
- 1979: Luís Eduardo Schmidt, futbolista brasileño.
- 1979: Geraldo dos Santos Júnior, futbolista brasileño.
- 1979: Alessandro Mori Nunes, futbolista brasileño.
- 1979: Michel Morandais, baloncestista francés.
- 1979: Matthew Le Nevez, actor australiano.
- 1980: Nelson Cuevas, futbolista paraguayo.
- 1980: Fábio Alves Félix, futbolista brasileño.
- 1980: Sarah Shahi, actriz y modelo estadounidense.
- 1980: Jonas Olsson, ciclista sueco.
- 1981: Jared Kushner, empresario estadounidense.
- 1981: David Aganzo, futbolista español.
- 1981: Alexsandro Oliveira Duarte, futbolista brasileño.
- 1981: Wilson Deodato da Silva, futbolista brasileño.
- 1981: Yolimar Rojas, futbolista venezolana.
- 1981: Hayden Roulston, ciclista neozelandés.
- 1982: Tomasz Brzyski, futbolista polaco.
- 1982: Ana Layevska, actriz ruso-mexicana.
- 1982: Mitsuhiro Ichiki, actor de voz japonés.
- 1982: Kema Jack, futbolista papú.
- 1982: Atsushi Matsuura, futbolista japonés.
- 1982: Răzvan Ionilă, futbolista y entrenador rumano (f. 2025).
- 1983: David Elm, futbolista sueco.
- 1984: Inaxio Perurena, levantador de piedra español.
- 1984: David Zibung, futbolista suizo.
- 1984: Sébastien Le Toux, futbolista franco-estadounidense.
- 1984: Nando Rafael, futbolista angoleño.
- 1985: Martiño Rivas, actor español.
- 1985: Chaker Zouagi, futbolista tunecino.
- 1985: Guro Knutsen Mienna, futbolista noruega.
- 1985: Abdulkader Dakka, futbolista sirio.
- 1985: Bader Al-Mutawa, futbolista kuwaití.
- 1985: Daniel Colindres, futbolista costarricense.
- 1985: Dennis Alas, futbolista salvadoreño.
- 1986: Jiří Hochmann, ciclista checo.
- 1986: Piotr Licznerski, remero polaco.
- 1986: Saleisha Stowers, modelo estadounidense.
- 1986: Kenneth Vermeer, futbolista neerlandés.
- 1986: Nino Paraíba, futbolista brasileño.
- 1986: Hideaki Ikematsu, futbolista japonés.
- 1987: Mohammed Al-Sahlawi, futbolista saudí.
- 1987: Vicente Guaita, futbolista español.
- 1987: Felipe Azevedo, futbolista brasileño.
- 1987: Mohamed Atwi, futbolista libanés (f. 2020).
- 1988: Anderson Bamba, futbolista brasileño.
- 1988: Felipe Ramos Sánchez, futbolista español.
- 1988: Cecilia Östlund, jugadora de curling sueca.
- 1988: Maximilian Munski, remero alemán.
- 1989: Kristian Bjørnsen, balonmanista noruego.
- 1989: Ali Gabr, futbolista egipcio.
- 1989: Jerai Grant, baloncestista estadounidense.
- 1989: Jasmin Kurtić, futbolista esloveno.
- 1989: Emily Meade, actriz estadounidense.
- 1989: Yuki Sakai, futbolista japonesa.
- 1989: Zuria Vega, actriz mexicana.
- 1990: Pape Maly Diamanka, futbolista senegalés.
- 1990: Adri Cuevas, futbolista español.
- 1990: Stefan Šćepović, futbolista serbio.
- 1990: William Buford, baloncestista estadounidense.
- 1991: Ion Etxaniz, futbolista español.
- 1991: Tomohiro Tanaka, futbolista japonés.
- 1991: Jesús Arrieta, futbolista colombiano.
- 1992: Šime Vrsaljko, futbolista croata.
- 1992: Michele Scartezzini, ciclista italiano.
- 1992: Christian Atsu, futbolista ghanés (f. 2023).
- 1992: Dennis Kramer, baloncestista alemán (f. 2023).
- 1992: Ezequiel Aguirre, futbolista argentino.
- 1992: Federico Milo, futbolista argentino.
- 1992: Nicolás Raúl Benavídez, futbolista argentino.
- 1992: Omid Alishah, futbolista iraní.
- 1992: Emmanuel Frimpong, futbolista ghanés.
- 1992: Lady Andrade, futbolista colombiana.
- 1992: Osama Omari, futbolista sirio.
- 1993: Jens Jønsson, futbolista danés.
- 1993: Luis Filiberto García, baloncestista español.
- 1993: Khaled Mobayed, futbolista sirio.
- 1993: Osvaldas Olisevičius, baloncestista lituano.
- 1993: Yaribeth Ulacio, futbolista venezolana.
- 1994: Tim Payne, futbolista neozelandés.
- 1994: Jonas Omlin, futbolista suizo.
- 1994: Masafumi Terada, futbolista japonés.
- 1994: John Jairo Ruiz, futbolista costarricense.
- 1994: Ariel Martínez Arce, futbolista chileno.
- 1994: Juan Pablo Ruiz Gómez, futbolista argentino.
- 1994: Mariano Almandoz, futbolista argentino.
- 1994: Ignacio Plaza, balonmanista español.
- 1994: Petra Senánszky, nadadora húngara.
- 1995: Gerard Artigas, futbolista español.
- 1996: David Nwolokor, futbolista nigeriano.
- 1996: Kevin Méndez, futbolista uruguayo.
- 1996: Larissa Crummer, futbolista australiana.
- 1996: Budda Baker, jugador de fútbol americano estadounidense.
- 1996: Luis Amador, futbolista mexicano.
- 1996: Filippo Baldi, tenista italiano.
- 1996: Marta Maggetti, regatista italiana.
- 1996: Lauren McCrostie, actriz británica.
- 1996: Cristian Marcial, futbolista argentino.
- 1996: Artiom Chernoúsov, tirador ruso.
- 1996: John Frederiksen, futbolista danés.
- 1996: Enrique Serje, futbolista colombiano.
- 1996: Luis Amador, futbolista mexicano.
- 1996: María Paulina Pérez, tenista colombiana.
- 1996: Ahmed Sayed, futbolista egipcio.
- 1997: Ablaijan Zhusipov, boxeador kazajo.
- 1997: Adrien Salenc, torero francés.
- 1997: Peato Mauvaka, rugbista francés.
- 1997: Joe Worrall, futbolista británico.
- 1997: Jhan Mora, futbolista colombiano.
- 1997: Luke Knapke, baloncestista estadounidense.
- 1997: Ibrahima Fall Faye, baloncestista senegalés.
- 1997: Agustín Mas Delfino, baloncestista argentino.
- 1998: Stefano Oldani, ciclista italiano.
- 1998: Saturday Erimuya, futbolista nigeriano.
- 1998: Divita Rai, modelo india.
- 1998: Tremont Waters, baloncestista estadounidense.
- 1999: Mason Mount, futbolista británico.
- 1999: Manuel Wintzheimer, futbolista alemán.
- 1999: Lara Della Mea, esquiadora alpina italiana.
- 1999: Antonio Serradilla, balonmanista español.
- 1999: Natalia Lacunza, cantante española.
- 1999: Millicent Tanner, ciclista británico.
- 1999: Aude Clavier, atleta francesa.
- 1999: David Kenny, atleta irlandés.
- 1999: Elijah Childs, baloncestista estadounidense.
- 1999: Clara Ycart, jugadora de hockey sobre hierba española.
- 1999: Joselyn Espinales, futbolista ecuatoriana.
- 1999: Sthefany Gutiérrez, modelo venezolana.
- 1999: Javier Gómez Castroverde, futbolista español.
- 1999: Mitsuki Saitō, futbolista japonés.
- 1999: Tomoya Ando, futbolista japonés.
- 1999: Youssouf Fofana, futbolista francés.
- 2000: Ivan Kozhokar, arquero ucraniano.
- 2000: Sōta Yamamoto, patinador artístico sobre hielo japonés.
- 2000: Erik Botheim, futbolista noruego.
- 2000: Pirmin Werner, esquiador acrobático suizo.
- 2000: Antoni Plichta, atleta polaco.
- 2000: Fotis Ioannidis, futbolista griego.
- 2000: Jack Dahlgren, nadador estadounidense.
- 2000: Reneé Rapp, actriz y cantante estadounidense.
- 2001: Arnau Puigmal, futbolista español.
- 2001: Santi Aldama Toledo, baloncestista español.
- 2001: Fabián Ángel, futbolista colombiano.
- 2001: Shota Nonikashvili, futbolista georgiano.
- 2002: Andri Baldursson, futbolista islandés.
- 2002: Floriane Bascou, modelo francesa.
- 2002: Filip Marchwiński, futbolista polaco.
- 2002: Ansgar Knauff, futbolista alemán.
- 2002: David Argüelles, futbolista español.
- 2002: Joaquín Sosa, futbolista uruguayo.
- 2002: Matías Godoy, futbolista argentino.
- 2003: Cesare Casadei, futbolista italiano.
- 2003: Tijmen Graat, ciclista neerlandés.
- 2003: Jeremy Batioja, futbolista ecuatoriano.
- 2003: Matteo Spagnolo, baloncestista italiano.
- 2003: Lara-Noelle Steinbrecher, atleta alemana.
- 2003: Jeison Fuentealba, futbolista chileno.
- 2003: Tijmen Graat, ciclista neerlandés.
- 2004: Kaitlyn Maher, actriz y cantante estadounidense.
- 2004: Carlos Sejas, futbolista boliviano.
- 2004: Lucas Copado, futbolista alemán.
- 2004: Jude Soonsup-Bell, futbolista británico.
- 2004: Martín Iglesias, baloncestista español.
- 2005: Pei Xinyi, halterófila china.
- 2006: Angelina Jordan, cantante y compositora noruega.
- 2006: Leon Chiwome, futbolista británico.
- 2006: Óctavio Ontivero, futbolista argentino.
- 2006: Marcos González Maestu, futbolista español.
- 2006: Yunus Konak, futbolista turco.

## Fallecimientos
- 4 a. C.: Herodes el Grande, rey de Judea (n. 74 a. C.).[1]
- 314: Melquíades, papa católico entre 311 y 314 (n. ?).
- 417: Juan II de Jerusalén, obispo cristiano (n. 319).
- 681: Agatón, papa y santo siciliano (n. 577).
- 976: Juan I Tzimisces, emperador bizantino (n. 925).
- 987: Pedro Orseolo, dux de Venecia (n. 928).
- 1094: Al-Mustansir Billah, califa egipcio (n. 1029).
- 1276: Gregorio X, papa de la Iglesia católica entre 1272 y 1276 (n. 1276).
- 1662: Honorato II, aristócrata monegasco (n. 1597).
- 1706: Luisa Roldán, escultora española (n. 1652).
- 1754: Edward Cave, escritor y editor británico (n. 1691).
- 1778: Carlos Linneo, botánico sueco (n. 1707).
- 1794: Georg Forster, naturalista y etnólogo alemán (n. 1754).
- 1811: Marie-Joseph Chénier, poeta francés (n. 1764).
- 1824: Víctor Manuel I, rey italiano (n. 1759).
- 1829: el deán Funes (Gregorio Funes), sacerdote, periodista y político argentino (n. 1749).
- 1833: Adrien-Marie Legendre, matemático francés (n. 1752).
- 1855: Mary Russell Mitford, escritora y dramaturga británica (n. 1787).
- 1859: James Esdaile, médico británico, padre de la anestesia hipnótica (n. 1808).
- 1860: Ezequiel Zamora, político venezolano, líder de los liberales en la Guerra Federal (n. 1817).
- 1862: Samuel Colt, inventor y empresario estadounidense (n. 1814).
- 1873: Juan Bravo Murillo, político y jurista español  (n. 1803).
- 1883: Fray Mamerto Esquiú, sacerdote y político argentino (n. 1826).
- 1889: Antonio Bachiller y Morales, historiador, profesor y bibliógrafo cubano (n. 1812).
- 1895: Benjamin Godard, compositor francés (n. 1849).
- 1895: Eli Whitney Blake Jr., químico, físico y académico estadounidense (n. 1836).
- 1901: sir James Dickson, político y gobernante australiano (n. 1832).
- 1904: Jean-Léon Gérôme, pintor y escultor francés (n. 1824).
- 1917: Buffalo Bill, showman estadounidense (n. 1845).
- 1917: Viktor Madarász, pintor romántico húngaro (n. 1840).
- 1925: António Sardinha, poeta, ensayista y político portugués (n. 1888).
- 1929: Julio Antonio Mella, revolucionario cubano (n. 1903).
- 1934: Marinus van der Lubbe, albañil y activista comunista neerlandés (n. 1909).
- 1935: Teddy Flack, atleta australiano (n. 1873).
- 1941: Frank Bridge, compositor británico (n. 1879).
- 1941: Victorino Márquez Bustillos, presidente venezolano (n. 1858).
- 1951: Sinclair Lewis, escritor estadounidense, premio Nobel de Literatura en 1930 (n. 1885).
- 1951: Yoshio Nishina, físico japonés (n. 1890).
- 1955: David Blair, marino británico (n. 1874)
- 1957: Gabriela Mistral, poetisa chilena, premio Nobel de Literatura en 1945 (n. 1889).
- 1959: Şükrü Kaya, jurista y político turco (n. 1883).
- 1961: Dashiell Hammett, escritor estadounidense (n. 1894).
- 1970: Mario Fortunato, futbolista y entrenador argentino (n. 1904).
- 1971: Gabrielle Cocó Chanel, diseñadora francesa (n. 1883).
- 1971: Carlos García Cuervas, militar argentino (n. 1915).
- 1971: Ignazio Giunti, piloto de automovilismo italiano (n. 1941).
- 1971: Arturo Manrique, ingeniero, locutor, actor y cómico mexicano (n. 1910).
- 1973: Claudio de la Torre, novelista, poeta, dramaturgo y cineasta español (n. 1895).
- 1976: Alfredo Fortabat, empresario argentino (n. 1894).
- 1976: Howlin' Wolf, músico de blues estadounidense (n. 1910).
- 1976: Stith Thompson, folclorista estadounidense (n. 1885).
- 1978: Pedro Joaquín Chamorro Cardenal, periodista nicaragüense (n. 1924).
- 1981: Richard Boone, actor estadounidense (n. 1917).
- 1983: Alexandre Cirici, escritor español (n. 1914).
- 1984: Souvanna Phouma, príncipe y primer ministro laosiano (n. 1901).
- 1984: Luis Rius, escritor español (n. 1930).
- 1985: José Luis Salinas, ilustrador argentino (n. 1908).
- 1986: Jaroslav Seifert, escritor checoslovaco, premio Nobel de Literatura en 1984 (n. 1901).
- 1986: Ramón Sainz de Varanda, político español (n. 1925).
- 1989: Herbert Morrison, periodista radiofónico estadounidense (n. 1905).
- 1995: Gaby, payaso español (n. 1920).
- 1995: Xavier Soto, político español (n. 1961).
- 1996: Juan González Moreno, escultor español (n. 1908).
- 1997: Alexander Robert Todd, químico escocés, premio Nobel de Química en 1957 (n. 1907).
- 1998: Mario Santiago Papasquiaro, poeta mexicano (n. 1953).
- 1999: Mario Grasso, cineasta y realizador argentino (n. 1938).
- 2002: John Buscema, cómico estadounidense (n. 1927).
- 2003: Ramón Sabatés i Massanell, historietista español (n. 1915).
- 2007: Richard Horne, escritor de libros infantiles británico (n. 1960).
- 2007: Carlo Ponti, productor de cine italiano (n. 1912).
- 2007: Bradford Washburn, explorador estadounidense (n. 1910).
- 2008: Andrés Henestrosa, escritor, político e historiador mexicano (n. 1906).
- 2008: Maila Vampira Nurmi, actriz finlandesa (n. 1921).
- 2010: Moisés Saba, empresario mexicano (n. 1963).
- 2011: Juanito Navarro, actor español (n. 1924).
- 2011: María Elena Walsh, poetisa, escritora, música, cantautora, dramaturga y compositora argentina (n. 1930).
- 2011: Margaret Whiting, cantante estadounidense (n. 1924).
- 2012: Manuel Suárez, futbolista peruano (n. 1940).
- 2012: Guevork Vartanián, espía y héroe de la Unión Soviética durante la Segunda Guerra Mundial (n. 1924).
- 2014: Ian Redford (53), futbolista británico (n. 1960).
- 2015: Junior Malanda, futbolista belga del VfL Wolfsburgo (n. 1994).
- 2016: Wim Bleijenberg, futbolista y entrenador neerlandés (n. 1930).
- 2016: David Bowie, cantautor, músico y actor británico (n. 1947).
- 2016: Gerardo Unzueta Lorenzana, dirigente social y ensayista mexicano (n. 1925).
- 2017: Clare Hollingworth, periodista y corresponsal de guerra británica (n. 1911).
- 2018: Eddie Clarke, músico estadounidense (n. 1950).
- 2020: Qabus bin Said Al Said, sultán de Omán entre 1970 y 2020 (n. 1940).
- 2022: Ciro Durán, director y cineasta colombiano (n. 1937).
- 2023: Jeff Beck, músico británico (n. 1944).
- 2023: Constantino II, aristócrata griego, rey de Grecia entre 1964 y 1973 (n. 1940).
- 2024: César Alierta, abogado y empresario español, Presidente de Telefónica entre 2000 y 2016 (n. 1945).

## Celebraciones
- Día Mundial de la Gente Peculiar.[2]Calificativo que se le pone a la persona cuando sus pensamientos y sus actos son bastante diferentes a lo común. Con esta celebración se les rinde homenaje a las personas que se distinguen por su forma única de pensar, sentir y actuar.

- Día Mundial de las plantas de interior.[3]Son un elemento decorativo que además aportan beneficios a la salud y al ambiente. Entre sus beneficios se encuentran: purifican el aire, disipan malos olores, contribuyen a la estabilidad del clima y regulan la humedad.

- Día Internacional de las Aves.[4]La fecha invita a difundir la importancia de la protección de las más de 9000 especies de aves en el mundo.

 Por países
(Por orden alfabético)
- Argentina: 
  - Día de los Trabajadores del Transporte de Pasajeros.[5]Para celebrar la creación del primer sindicato nacional de este rubro: la Unión Tranviarios Automotor (UTA), fundada en 1919.
    -  Buenos Aires:
      - Mar del Plata: Comienzo de la Fiesta Nacional de los Pescadores.
(Del 10 al 28 de enero de cada año).

    -  Ciudad Autónoma de Buenos Aires: 
      - Día de las Mujeres Migrantes: Para conmemorar a Marcelina Meneses, una mujer migrante boliviana que, un día como hoy, pero de 2001, murió al ser empujada de un tren de la Línea General Roca en movimiento, junto a su bebé Joshua Torres.

- Bahamas:
  - Día del Gobierno de la Mayoría.[6]
(en inglés: Majority Rule Day ).

- Benín: 
  - Día Tradicional Vodún.

- Bolivia: 
  - Fiesta de Ajira (Aimara). Es una fiesta tradicional boliviana de agradecimiento a la Pachamama, la Madre Tierra, por las cosechas del año pasado y por las que se esperan para el año que viene. Es una expresión de la fe y la cultura de los pueblos indígenas de Bolivia.

- Brasil: 
  - Aniversario del Parque Nacional do Iguaçu.[7]
Fundación: 10 de enero de 1939 (86 años).

- Estados Unidos: 
  - Día Nacional para Reducir los Costos de Energía.[8]
(en inglés: National Cut Your Energy Costs Day).
  - Día de Salvar las Águilas.
(en inglés: National Save the Eagles Day).
  - Día de Subir las Escaleras.
(en inglés: National Take the Stairs Day).
  - Día de las Ostras a lo Rockefeller.
(en inglés: National Oysters Rockefeller Day).
  - Día del Chocolate Agridulce.
(en inglés: National Bittersweet Chocolate Day).

- Perú: 
  - Fiesta de Ajira (Aimara).

- Reino Unido: 
  -  Islas Malvinas: 
    - Día de Margaret Thatcher.[9]Se recuerda el aniversario del día en que la primera ministra británica Margaret Thatcher visitó las Islas Malvinas en 1983 (hace 42 años). No es un día festivo. Una calle lleva el nombre de Thatcher Drive en su honor en la capital, Port Stanley.
(en inglés: Margaret Thatcher Day).

### Santoral católico

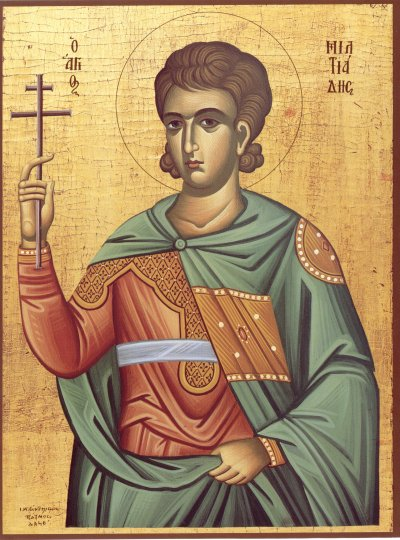
Papa Melquíades.

- San Melquíades, papa (314). (imagen ilustrativa).[10]

- San Pablo de la Tebaida, eremita (s. IV).[10]
- San Gregorio de Nisa, obispo (antes del 400).[10]
- San Juan de Jerusalén, obispo (417).[10]
- San Petronio de Die, obispo (después de 463).[10]
- San Marciano de Constantinopla, presbítero (471).[10]
- San Valerio de Limoges (s. VI).[10]
- San Domiciano de Melitene, obispo (c. 602).[10]
- San Agatón, papa (681).[10]
- San Arconte de Viviers, obispo (c. 740-745).
- San Pedro Urseolo (c. 987/988).[10]
- Beato Benincasa de Cava, abad (1194).[10]
- San Guillermo de Bourges, obispo (1209).[10]
- Beato Gonzalo de Amarante, presbítero (c. 1259).[10]
- Beato Gregorio X, papa (1276).[10]
- Beato Egidio Di Bello, religioso (1518).[10]
- Beata Ana de los Ángeles Monteagudo, virgen (1686).[10]
- Beata Francisca de Sales Aviat, virgen (1914).[10]
- Beata María Dolores Rodríguez Sopeña, virgen (1918).